# Raccordement vliegveld Welschap
Raccordement vliegveld Welschap, is een voormalige spooraansluiting vanaf Waalre naar het vliegbasis Welschap. Het spoor is tijdens de Tweede Wereldoorlog in 1941 door de Luftwaffe aangelegd. Het sloot bij station Aalst-Waalre aan op de spoorlijn Winterslag - Eindhoven, en werd gebruikt voor transport van munitie en brandstof. 